# Šoferja spet vozita
Šoferja spet vozita (srbohrvaško Kamionđije opet voze) je bil jugoslovanski komični film iz leta 1984, ki temelji na dveh predhodnih televizijskih nadaljevanka: Šoferja in Šoferja 2 in je tako prvo nadaljevanje v obliki filma.